# ناحیه رم، میشیگان
ناحیه رم (به انگلیسی: Rome Township) یک منطقهٔ مسکونی در ایالات متحده آمریکا است که در شهرستان لناوی، میشیگان واقع شده‌است.
 ناحیه رم ۹۳٫۰ کیلومتر مربع مساحت و ۱٬۷۷۲ نفر جمعیت دارد و ۲۷۳ متر بالاتر از سطح دریا واقع شده‌است.